# Aleksiej Szaposznikow
Aleksiej Aleksandrowicz Szaposznikow (ros. Алексей Александрович Шапошников, ur. 14 października 1909 we wsi Iwanczug w guberni astrachańskiej, zm. 27 maja 1981 w Astrachaniu) – radziecki polityk, przewodniczący Komitetu Wykonawczego Astrachańskiej Rady Obwodowej (1952-1953).
Od 1929 działacz związków zawodowych, studiował w Moskiewskiej Akademii Przemysłowej, od 1931 w WKP(b). Zastępca przewodniczącego obwodowej rady związków zawodowych w Stalingradzie, 1937-1938 kierownik okręgowego oddziału ochrony zdrowia w Astrachaniu, 1938-1940 zastępca przewodniczącego astrachańskiego związku sowchozów i kołchozów, 1941-1944 zastępca sekretarza okręgowego komitetu WKP(b) ds. przemysłu rybnego i spożywczego w Astrachaniu. 1947-1949 sekretarz Komitetu Obwodowego WKP(b) w Astrachaniu ds. kadr, 1949-1952 słuchacz Wyższej Szkoły Partyjnej przy KC WKP(b), 1952-1953 przewodniczący Komitetu Wykonawczego Rady Obwodowej w Astrachaniu. 1953-1961 II sekretarz Komitetu Obwodowego KPZR w Astrachaniu, potem zastępca przewodniczącego Sownarchozu Astrachańskiego Ekonomicznego Rejonu Administracyjnego, 1964-1977 szef Głównego Zarządu Gospodarki Rybnej Basenu Kaspijskiego.

## Odznaczenia
- Order Lenina (1963)
- Order Czerwonego Sztandaru Pracy (1943)
- Order „Znak Honoru” (1974)